# 釜の下海岸
釜の下海岸（かまのしたかいがん、Kamanoshita-beach）は東京都新島村の式根島にある海岸。
春季（GWを除く）、秋季に利用可能な釜の下キャンプ場が隣接している。

## 地形
岩場が多く、温泉が湧く。

## 付近の施設

### 釜の下キャンプ場
3月 - 6月（GWを除く）に使用可能なキャンプ場。

### 石白川海水浴場
白浜の海岸。夏季はシュノーケリングやダイビングが盛んにおこなわれる

### 式根島港
野伏港が使用できない際使用される港。釣りも可能で、カンパチなどが釣れる。

## アクセス
- 野伏港より徒歩24分
- 式根島港より徒歩5分